# Paranga
Paranga (russisch Параньга́; Mari Поранча) ist eine Siedlung städtischen Typs in der Republik Mari El in Russland mit 5985 Einwohnern (Stand 14. Oktober 2010).

## Geographie
Der Ort liegt knapp 100 km Luftlinie östlich der Republikhauptstadt Joschkar-Ola nahe der Quelle der Paranginka, eines rechten Zuflusses des linken Wolga-Nebenflusses Ilet.
Paranga ist Verwaltungszentrum des Rajons Paranginski sowie Sitz der Stadtgemeinde (gorodskoje posselenije) Paranga, zu der außerdem das unmittelbar südlich anschließende Dorf Ljaschberdino gehört.

## Geschichte
Der Ort wurde 1550 gegründet. Um die Wende zum 18. Jahrhundert war er erstmals vorübergehend Verwaltungssitz einer Wolost des Ujesds Urschum des Gouvernements Wjatka.
Am 30. April 1931 wurde Paranga Verwaltungssitz des neu geschaffenen Tatarski rajon (bezogen auf den großen Anteil von Tataren an der Bevölkerung, auch heute knapp 50 %), der am 8. Juli 1932 in Paraginski rajon umbenannt wurde. 1974 erhielt der Ort den Status einer Siedlung städtischen Typs.

### Bevölkerungsentwicklung
| Jahr | Einwohner |
| ---- | --------- |
| 1939 | 3362      |
| 1959 | 3881      |
| 1970 | 4810      |
| 1979 | 5532      |
| 1989 | 6863      |
| 2002 | 6716      |
| 2010 | 5985      |

Anmerkung: Volkszählungsdaten

## Verkehr
Paranga ist über die Regionalstraße 88K-016 mit dem nordwestlich benachbarten Rajonzentrum Kuschener verbunden (weiter Anschluss zur 88K-001 Richtung Joschkar-Ola), und über die 88K-017 mit dem südwestlich benachbarten Morki. Nach Norden führt die 88K-018 ebenfalls zur dort 17 km entfernten 88K-001 (ehemals R172) Joschkar-Ola – Urschum.
Die nächstgelegenen Bahnstationen befinden sich in der Republikhauptstadt Joschkar-Ola sowie 75 km südlich in Arsk in Tatarstan an der Bahnstrecke Moskau – Kasan – Jekaterinburg.